# Alan Lancaster

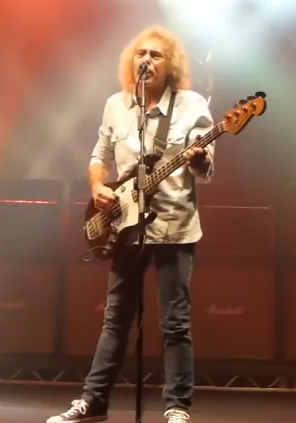
Alan Lancaster, 2013

Alan Charles Lancaster (* 7. Februar 1949 in Peckham; † 26. September 2021 in Sydney, Australien) war ein britischer Musiker. Er war von 1965 bis 1985 Bassist und Sänger der Rockband Status Quo.

## Leben und Wirken
Lancaster wurde 1949 im Londoner Stadtteil Peckham geboren. Mit seinem Schulfreund Francis Rossi gründete er 1962 eine Band unter dem Namen The Scorpions, die 1965 als The Spectres einen Schallplattenvertrag erhielt.
Die Ergänzung der Band um Rick Parfitt war die Geburtsstunde von Status Quo. Obwohl in den kommerziell erfolgreichsten Jahren der Band kein von ihm geschriebenes oder gesungenes Stück als Single veröffentlicht wurde, prägte Alan Lancaster die Entwicklung von Status Quo entscheidend mit.
Mitte der 1970er-Jahre entschied sich Lancaster, nach Australien zu ziehen. Aufgrund der großen Entfernung entfremdete er sich zunehmend von Rossi und Parfitt. Auch für Promotionsauftritte war er nicht immer verfügbar, weshalb er im Musikvideo zur Single Rockin' All Over the World durch eine Marionette ersetzt wurde.
Anfang der 1980er Jahre kam es zum offenen Bruch. 1984 spielte Lancaster mit Status Quo die als Abschiedstour angekündigte Konzertreihe End of the Road. Am 13. Juli 1985 stand er ein letztes Mal mit Status Quo auf der Bühne, um das Live-Aid-Konzert zu eröffnen.
Als Status Quo 1986 ohne ihn weitermachte, versuchte Lancaster vergeblich, Rossi und Parfitt den Gebrauch des Namens Status Quo zu untersagen, und schloss sich in Australien The Party Boys an. Diese All-Star-Band war zwar auf dem fünften Kontinent erfolgreich, konnte diesen Erfolg aber nicht auf das Ausland übertragen.

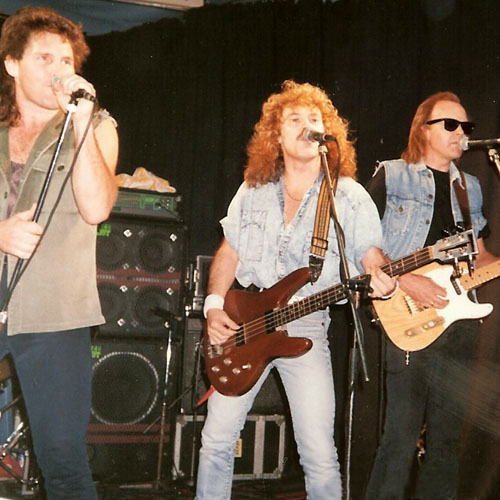
Alan Lancaster (Mitte) mit Sänger Tyrone Coates und Gitarrist John Brewster von The Bombers, 1988

In den 1990er Jahren spielte er für The Lancaster Bombers, denen kurzzeitig auch der erste Schlagzeuger von Status Quo, John Coghlan, angehörte. Aus gesundheitlichen Gründen zog sich Alan Lancaster in den Folgejahren weitgehend aus dem Musikgeschäft zurück. Er lebte weiterhin in Australien.
Im März 2013 nahm er an einer Reunion-Tour von Status Quo teil und trat erstmals wieder gemeinsam mit Rossi, Parfitt und Coghlan auf. Aufnahmen der Tour wurden unter dem Titel Back2SQ.1 – The Frantic Four Reunion 2013 veröffentlicht. Im März und April 2014 folgten weitere Auftritte der als Frantic Four bekannten Originalbesetzung von Status Quo.
Alan Lancaster starb 2021 an einer langjährigen Multiple-Sklerose-Erkrankung. Er hinterließ eine Frau und zwei Kinder.